# Чемошур-Док'я
Чемошу́р-До́к'я (рос. Чемошур-Докья) — присілок у Вавозькому районі Удмуртії, Росія.
Населення — 14 осіб (2010; 34 в 2002).
Національний склад (2002):
- удмурти — 65 %
- росіяни — 35 %

Урбаноніми:
- вулиці — Зарічна, Центральна